# 河童の三平

水木しげるロードに設置されている「河童の泉」のブロンズ像。三平、カッパ、タヌキが配置されている。

水木しげるロードに設置されている「魔女の花子」（三平の友人）のブロンズ像。

『河童の三平』（かっぱのさんぺい）は水木しげるによる日本の漫画作品、およびそれを原作として作成された特撮テレビドラマ、アニメーション映画。

## 概要
河童に似た少年・三平が河童に出会うことで始まる物語。人間と動物と妖怪が山で一緒に暮らす牧歌的な世界を描いた、水木の代表作の一つである。
作品は1955年頃に発表された紙芝居から始まり、1961年に貸本漫画として刊行。その後も1966年の『月刊ぼくら』、1968年の『週刊少年サンデー』、1993年の『小学1年生』と掲載誌を変えて新たなシリーズが発表され、1968年にはテレビドラマ『河童の三平 妖怪大作戦』、1993年には劇場用アニメ『カッパの三平』が製作された。
単行本は体裁を変えて何度も出版されており、貸本版とサンデー版は文庫で読むことが出来る。他のシリーズに関しても『水木しげる漫画大全集』で全ての作品が復刻された。

## 作品の背景
『河童の三平』の物語は、水木の故郷・鳥取県境港の下ノ川に河童が棲んでいるという伝説から着想を得て、幼い姪に語って聞かせた物語「河童のカー坊」が下敷きになっている。毎晩のようにカー坊の話をせがまれた水木は、少年時代の体験をカー坊に置き換えるなどして即興で物語を作っていったという。
やがて、紙芝居作家になった水木は気に入っていたカー坊の話を『河童の三平』として紙芝居に仕立てる。三平が見つけた河童の国から河童たちが地上に現れるという内容で評判が良く、前後編80巻（1巻は10枚前後）ほど続いた。しかし、版元から「もっと面白く」と注文されるごとに河童を人間社会に多く出し過ぎてしまい、物語の収拾がつかなくなって続けることが困難になってしまう。
その後、紙芝居の物語を貸本漫画として再構築した際は、先の反省を生かして河童を出し過ぎないようにした。三平の田舎の雰囲気は水木の妻・布枝の故郷である島根県安来市大塚を参考にし、三平のお爺さんは布枝の父をモデルにして描いた。
主人公の三平は河童に似ているだけで特別な力は持っていない子供だが、水木はこのような主人公が好きだと述べている。一方、他の水木の代表作と比較して、テレビアニメ化などメディアミックス化に恵まれた作品ではなかったことついて「あくどさが少ないから人を惹きつけないのかな」と水木は推測している。

## 主な登場キャラクター
河原三平
河原家の13代目に当たる少年。人間であるが河童に似ているため「河童の三平」と呼ばれている。物語の当初は山奥の一軒家におじいさんと暮らしていたが、後に河童のかん平やタヌキたちと暮らすようになる。勉強や運動は苦手。気も弱くお人好しなので騙されることもあるが、数々のピンチを切り抜けて冒険をする場面もある。父親はとある研究をしたまま行方不明。母親は三平を大学に行かせるため、東京のパチンコ屋で働いている。
かん平
河童の国の長老の息子で、三平と瓜二つ。人間界のことを学ぶため留学し、三平と交代で学校に通うようになるが、真面目に勉強をしている様子はない。性格は三平より強気。三平とも仲良くなり、後に地下世界を共に冒険することになる。3つある肛門から発射される屁の爆発力により、ロケットのように泳ぐことが出来る。
タヌキ
いたずら好きで三平を困らせてばかりだったが、次第に仲良くなり同居するようになる。三平からの信頼も厚くなり、留守番や三平の母親の面倒も見るようになる。死神の悪巧みを防ごうとするなど、正義感が強いところもある。『小学一年生』版 ではポン太と呼ばれている。
死神
しゃれこうべの頭に汚いローブような布をまとい、死の国では707号と呼ばれる。人間の魂を運ぶ仕事をしているが、成績不振でリストラ寸前。あの手この手で三平たちの魂を持って行こうとするが、間が抜けていて失敗ばかりする。同様のキャラクターが『サラリーマン死神』や『ゲゲゲの鬼太郎』などにも登場し、水木作品の常連となる。
小人
三平の父親が生涯かけて見つけ出した「一寸法師」の一族の生き残りで、親子3人一組でいることが多い。心臓が弱く、人前にはほとんど出ない。

## 漫画

### 貸本版
1961年から1962年にかけて兎月書房から全8巻まで刊行。河童にそっくりな人間の子ども・河原三平が河童の世界に迷い込むことがきっかけで、河童の長老の息子が人間世界へ留学することから始まる長編物語。水木と兎月書房の関係は長いが、原稿料の未払いが続いた影響で関係が途絶えていた時期があり、本作は和解直後の作品である。しかし、間もなく倒産してしまう兎月書房から突然8巻で終了と告げられ、やむなく話の途中の段階で三平を死なせて物語を終わらせてしまう。これによりいくら書きたくても続きが書けなくなってしまい、生涯の最大の失敗だったと語っている。

### 『ぼくら』版
1966年に『月刊ぼくら』で全7話を連載。『週刊少年マガジン』で『墓場の鬼太郎』の掲載が始まった頃、同誌に対抗意識を持っていたとされる『月刊ぼくら』から熱心に連載の依頼が来たという。内容は貸本版のリライトだが、貸本版や後の『少年サンデー』版にはないエピソードも描かれている。低年齢層向けの雑誌ゆえにタイトルを『カッパの三平』と片仮名に改め、背景はあまり細かく描き込まない方針で作られた。また、三平の家族の死の表現を控えめにし、後半は河童とタヌキとの共同生活を主体とするなど、読者を意識した作りになっている。

### 『少年サンデー』版
1968年から1969年にかけて『週刊少年サンデー』で連載。『別冊少年サンデー』には外伝の読み切り作品が掲載された。貸本版と『ぼくら』版をもとにしたリライトだが、複数のオリジナルエピソードが加えられている。『ぼくら』版で見られた短編のスタイルから長編として組み直されており、中盤からは三平と河童が妖怪と戦いながら七つの秘宝を探しに行く冒険活劇「ストトントノス大王七つの秘宝」が描かれた。これは妖怪退治の要素が加えられたテレビドラマ版を意識した展開とされる。その後は短編シリーズを挟んでから、後半は『ぼくら』版で省かれていた都会のエピソードへと繋がっていく。

### 『小学一年生』版
1993年から1994年にかけて小学館の学年別学習雑誌『小学一年生』に連載されたオールカラー作品。『ぼくら』版と同じ『カッパの三平』のタイトルだが、これまでにない全編オリジナルストーリーが描かれた。本作は河童が三平のふりをして学校に通う物語であり、三平は最後まで登場しない。貸本版と『少年サンデー』版の物語で三平が死んでしまった流れを汲む作品とされている。

### 読み切り版
河童の三平 山物語 夢のハム工場の巻
1990年『月刊少年キャプテン』12月号に掲載。同誌で1990年から1991年にかけて「水木しげるの妖怪ポスト」を連載している中で発表された。『ぼくら』版や短編シリーズなどで見られた、三平と河童とタヌキが同居している頃を舞台に、死神が悪巧みをして村の子ども達をブタに変身させてしまう物語。
河童の三平 家の神
2013年8月27日から無料ウェブ漫画サイト『やわらかスピリッツ』、および同日発売の『月刊!スピリッツ』10月号に掲載。水木にとって、ウェブ漫画媒体への描き下ろしは初めての試みであった。三平のお爺さんが死んで間もなく、家に倉ぼっこと座敷童子が現れる物語。

## テレビドラマ
1968年10月4日から1969年3月28日までNET系で全26話が放送された。

## アニメ
1993年にっかつ配給で劇場用アニメ『カッパの三平』が公開された。脚本は雪室俊一。90分のカラー作品。カッパに似た少年・三平がカッパのガータローと友達になり、行方不明になっている三平の母を探しに一緒に旅立つ物語。水木の追悼企画として本作のリマスター作業を行い、2016年に初めてDVDが発売された。

### スタッフ
- 監督：平田敏夫
- 脚本：雪室俊一
- 企画：にっかつ児童映画、ロマン企画
- プロデューサー：西村豊治、大森俊治、関雅彦
- 作画監督：北原健雄
- 撮影：長谷川肇
- 美術：龍池昇
- 音楽：栗山和樹
- 音響監督：山田悦司
- 音響効果：横山正和
- アニメーション制作：タカハシスタジオ

### キャスト
- 河原三平：田中真弓
- ガータロ：堀絢子
- 千穂：天野由梨
- 黒磨：井上瑤
- 河原十兵衛：宮内幸平
- 死神：肝付兼太
- ゲンじいさん：三木のり平
- 一角鬼：宍戸錠
- 松原智恵子
- 大沢悠里
- さこみちよ

### 主題歌
「生きてるよ」
作詞 - 山上路夫 / 作曲 - 池毅 / 編曲 - 信田かずお / 歌 - ダ・カーポ
「カッパの三平」
作詞 - 水木しげる / 作曲 - 牧野三朗 / 編曲 - 牧野三朗 / 歌 - 歌愛子＆パパ

### DVD
デジタルリマスター化したDVDがポニーキャニオンから発売。初回限定生産の愛蔵版には、原画デザインのスリーブケース、劇場パンフレットのミニチュア版などの特典付き。
- 映画『カッパの三平』特別愛蔵版（2016年4月20日発売）、PCBE-54832
- 映画『カッパの三平』通常版（2016年4月20日発売）、PCBE-12149

### ネット配信
- 日活フィルム・アーカイブ（YouTube）：2025年3月27日20:00 - 同年4月10日19:59（JST）[14]

## 舞台
円・こどもステージ No.39『河童の三平』
演劇集団 円による「円・こどもステージ」40周年を記念して、『河童の三平』が初舞台化された。脚本は京極夏彦。
- 公演：2021年12月17日 - 12月26日（シアターΧ）
- 出演：丸岡奨詞、山崎健二、佐々木睦、上杉陽一、馬渡亜樹、手塚祐介、相馬一貴、野上絵理、庄司悠希、古賀ありさ、中田翔真、中野風音
- 脚本：京極夏彦
- 演出：内藤裕子
- 美術・衣裳：大島広子
- 照明：佐々木真喜子
- 音響：穴沢淳
- 音楽：蔵田雅子
- ステージング：中村蓉
- 舞台監督：清水義幸
- 宣伝デザイン：千葉有卯助
- プロモーション協力：牛尾茉由
- 音楽協力：小森美巳
- 制作：桐戸英二、松田みず穂
- 協力：水木プロダクション / ラクーンエージェンシ―
- 後援：境港市 / 調布市
- 助成：文化庁文化芸術振興費補助金
- 主催：演劇集団 円

## 書誌情報
各シリーズ別に比較的新しい書誌を記載。（絶版含む）
貸本版
- 『貸本版 河童の三平 限定版BOX』 小学館クリエイティブ、2010年9月、ISBN 978-4-7780-3150-3
- 『河童の三平 貸本まんが復刻版』 角川書店〈角川文庫〉、全3巻
  - 上巻、2011年4月、ISBN 978-4-04-192933-9
  - 中巻、2011年4月、ISBN 978-4-04-192934-6
  - 下巻、2011年4月、ISBN 978-4-04-192932-2
- 『貸本版 河童の三平』 講談社〈水木しげる漫画大全集〉、全2巻
  - 上巻、2013年7月、ISBN 978-4-06-377514-3
  - 下巻、2013年8月、ISBN 978-4-06-377515-0

サンデー版
- 『河童の三平 (全)』 筑摩書房〈ちくま文庫〉、1988年6月、ISBN 4-480-02238-4
- 『河童の三平 中公愛蔵版』 中央公論社〈Chuko comics〉、1992年2月、ISBN 4-12-002086-X [注 2]
- 『河童の三平』 嶋中書店〈アイランドコミックスPrimo〉、全3巻 [注 2]
  - 1巻、2004年5月、ISBN 978-4-901819-93-0
  - 2巻、2004年6月、ISBN 978-4-901819-97-8
  - 3巻、2004年7月、ISBN 978-4-86156-003-3
- 『河童の三平』 講談社〈水木しげる漫画大全集〉、全2巻
  - 上巻、2017年1月、ISBN 978-4-06-377589-1
  - 下巻、2017年2月、ISBN 978-4-06-377590-7

また、eBookJapanから電子書籍として全5巻が配信されている。
その他
- 『カッパの三平』 講談社〈KCデラックス〉、1997年10月、ISBN 978-4-06-319868-3
『ぼくら』版。
- 『カッパの三平』 小学館、1996年6月、ISBN 978-4-09-290141-4
『小学一年生』版。
- 『『ぼくら』版カッパの三平 他』 講談社〈水木しげる漫画大全集〉、2014年3月、ISBN 978-4-06-377516-7
『ぼくら』版、『小学一年生』版、読み切り版を収録。